# Gouvernement national ukrainien (1941)
30 juin 1941 – Septembre 1941
Entités précédentes :
- Ukraine occupée

Entités suivantes :
- Reichskommissariat Ukraine

Le gouvernement national ukrainien (en ukrainien : Українське Державне Правління (УДП) Oukraïnske Derjavne Pravlinnia (UDP) ; soit le Conseil d'État ukrainien ) était un régime autoproclamé établi sur les territoires ukrainiens occupés par l'Allemagne nazie, mis en place en vertu de l'acte du 30 juin 1941 de restauration de l'État ukrainien. Le gouvernement national ukrainien était dirigé par la faction de l'OUN de Stepan Bandera.
Le 22 juin 1941, les dirigeants de l'OUN se sont réunis à Cracovie (en Pologne occupée) et ont décidé d'un plan afin de créer un État ukrainien indépendant. Les dirigeants de cette réunion, Vsevolod Petriv et Volodymyr Horbovy, ont subséquemment envoyé une lettre à Adolf Hitler, lui offrant leur coopération en échange de l'indépendance de l'Ukraine. En effet, avec le commencement de l'opération Barbarossa, beaucoup de nationalistes ukrainiens pensaient avoir trouvé dans l'Allemagne nazie un nouvel allié.
Le chef du gouvernement national ukrainien était Iaroslav Stetsko. Nombre de ses membres étaient d'anciens responsables gouvernementaux ou chefs militaires de la République populaire ukrainienne. 
Cette déclaration d'indépendance prit les Allemands complètement par surprise et ils la prirent très mal. L'Allemagne refusa de reconnaître le gouvernement ; elle arrêta et emprisonna ses membres, dont Bandera, en l'espace de quelques semaines.